# Рюмін Дмитро Сергійович
Рю́мін Дмитро́ Сергі́йович (нар. 14 січня 1981) — колишній український футболіст, що виступав на позиції захисника у запорізьких футбольних клубах «Торпедо» та «Віктор». Залучався до складу юнацької збірної України, у складі якої став учасником чемпіонату Європи 1997 року серед юнаків віком до 16 років. Після завершення професійної кар'єри у великому футболі, брав участь у змаганнях першої ліги чемпіонату України з футзалу.

## Життєпис
У складі запорізького «Торпедо» Дмитро Рюмін дебютував 16 травня 1997 року у віці 16 років та 4 місяців, що дозволило йому тривалий час бути серед наймолодших дебютантів вищої ліги чемпіонату України за всю історію. Того ж року у складі юнацької збірної він взяв участь у чемпіонаті Європи серед юнаків, що відбувався у Німеччині.
Незважаючи на ранній дебют, закріпитися у основі «Торпедо» Рюміну не вдалося і він вирушив у оренду до запорізького «Віктора» транзитом через аматорський клуб «Даліс» з Комишувахи. Після вильоту «автозаводців» до першої ліги юного захисника почали частіше залучати до ігор основи, однак він все одно задовольнявся переважно виходами на заміну наприкінці матчу.
У грудні 1999 року Дмитро залишив розташування «Торпедо» та пристав до табору футзального клубу «Університет», разом з яким став бронзовим призером змагань першої ліги чемпіонату України. Згодом протягом трьох сезонів захищав кольори аматорського клубу ЗАлК (Запоріжжя), після чого зник з футбольного небосхилу України.

## Досягнення
- Бронзовий призер першої ліги чемпіонату України з футзалу (1): 1999/2000